# Staatsuniversiteit van Jerevan
De Staatsuniversiteit van Jerevan (YSU) (Armeens: Երեվանի Պետական Համալսարան) is de grootste universiteit van Armenië in Jerevan.
Deze universiteit is in 1919 opgericht en kent nu 19 faculteiten.